# (246759) Elviracheca
(246759) Elviracheca est un astéroïde de la ceinture principale.

## Description
(246759) Elviracheca est un astéroïde de la ceinture principale. Il fut découvert le 11 février 2009 à Calar Alto par Felix Hormuth. Il présente une orbite caractérisée par un demi-grand axe de 2,43 UA, une excentricité de 0,13 et une inclinaison de 3,6° par rapport à l'écliptique.

## Compléments